# Polystichum yigongense
Polystichum yigongense är en träjonväxtart som beskrevs av Ren-Chang Ching och S. K. Wu. Polystichum yigongense ingår i släktet Polystichum och familjen Dryopteridaceae. Inga underarter finns listade.